# Danmarks statsbankrutt 1813
Den myntrealisation som gjordes i Danmark och Norge 5 januari 1813 brukar kallas för statsbankrutt. 
Danmarks stora utgifter i samband med Napoleonkrigen medförde att staten från 1807 tryckte upp stora mängder sedlar, som minskade penningvärdet och ledde till inflation. 1813 hade förtroendet för valutan sjunkit så mycket att det krävdes åtgärder. 
Myntreformen innebar att sedlar i rigsdaler kurant inlöstes till rigsbanksdaler i förhållandet 6:1. Riksbanksdalern blev knuten till ett fast värde i silver, dock ej fullt inlösbar mot silver till nominellt värde förrän år 1845. I samband med reformen bildades 1818 även en ny bank: Nationalbanken. 